# جورج هودسون (لاعب كرة قاعدة)
جورج هودسون (بالإنجليزية: George Hodson)‏ هو لاعب كرة قاعدة أمريكي، ولد في 1 يونيو 1868 في بنسيلفانيا في الولايات المتحدة، وتوفي في 9 يناير 1924 في سان رافاييل في الولايات المتحدة.

## وصلات خارجية
- جورج هودسون على موقعبيزبول رفرنس.كوم (الدوري الرئيسي) (الإنجليزية)
- جورج هودسون على موقعبيزبول رفرنس.كوم (الدوري الثانوي) (الإنجليزية)